# كاتدرائية غلاسكو
كاتدرائية غلاسكو (بالغيلية الإسكتلندية: Cathair-eaglais Ghlaschu) هي كنيسة أسقفية تابعة لكنيسة إسكتلندا في غلاسكو، إسكتلندا. إنها أقدم كاتدرائية في إسكتلندا وأقدم مبنى في غلاسكو.  كانت الكاتدرائية مقر رئيس أساقفة غلاسكو، والكنيسة الأم لأسقفية غلاسكو ومقاطعة غلاسكو، حتى الإصلاح الإسكتلندي في القرن السادس عشر. تعد كاتدرائية غلاسكو وكاتدرائية القديس ماغنوس في أوركني الكاتدرائيتان الوحيدتان التي تعود إلى القرون الوسطى في إسكتلندا التي نجت من الإصلاح على حالها تقريبًا.

الكاتدرائية مكرسة للقديس مونغو، قديس الراعي لغلاسكو، الذي يقع قبره في وَسَط الكنيسة السفلى للمبنى. تم تكريس أول كاتدرائية حجرية عام 1136، بحضور ديفيد الأول. تم العثور على أجزاء من هذا المبنى أسفل هيكل الكاتدرائية الحالية التي تم تكريسها عام 1197، مع أنّ معظم الكاتدرائية الحالية يعود تاريخها إلى إعادة بناء رئيسية في القرن الثالث عشر. بعد تأسيسها في عام 1451، عقدت جامعة غلاسكو فصولها الأولى داخل دار الفصل في الكاتدرائية. بعد الإصلاح، تم تقسيم كاتدرائية غلاسكو داخليًا لخدمة ثلاث تجمعات منفصلة (العليا الداخلية، العليا الخارجية والبارونية). شهد أوائل القرن التاسع عشر تقديراً متزايداً للعمارة في العصور الوسطى للكاتدرائية، وبحلول عام 1835، انتقل كل من الرعايا المرتفعين والبارونيين إلى مكان آخر في المدينة، مما سمح بترميم الكاتدرائية إلى شيء يقترب من مجدها السابق.
أصبحت كاتدرائية غلاسكو مَلَكَية على طراز التاج الملكي البريطاني منذ عام 1587. انتقل مبنى الكاتدرائية كُلََّه إلى رعاية الدولة في عام 1857، وهو اليوم مسؤولية البيئة التاريخية في إسكتلندا.  المصلى اليوم جزء من كنائس غلاسكو،  التابعة لكنيسة إسكتلندا.

## تاريخ

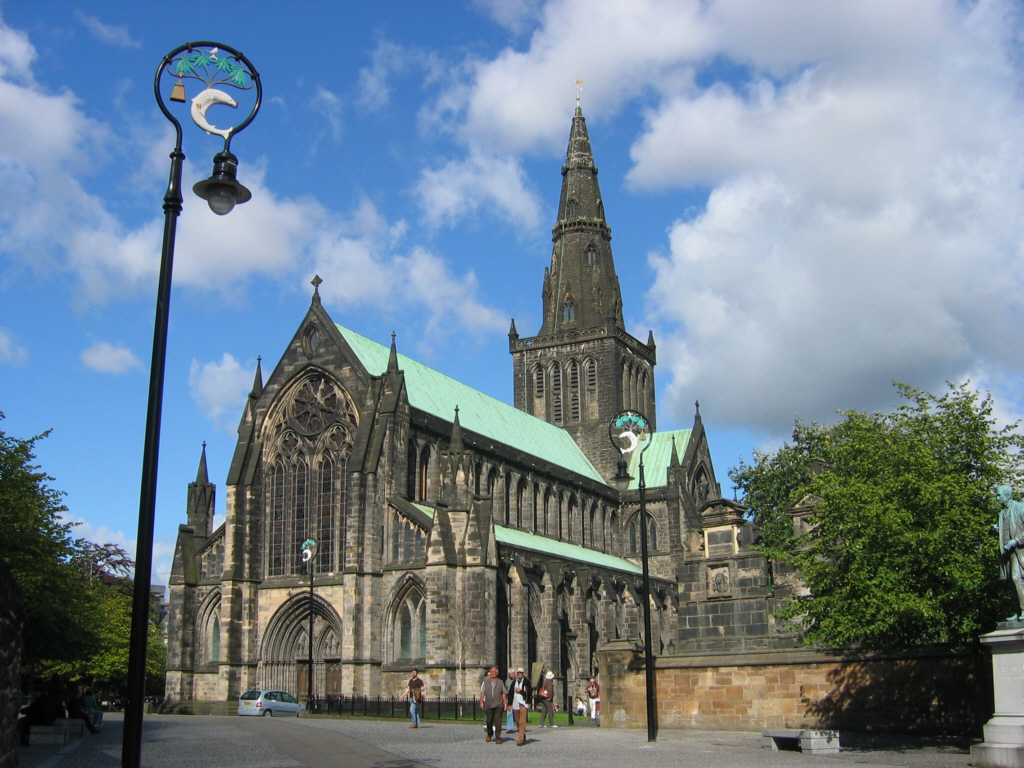
كاتدرائية غلاسكو من ساحة الكاتدرائية

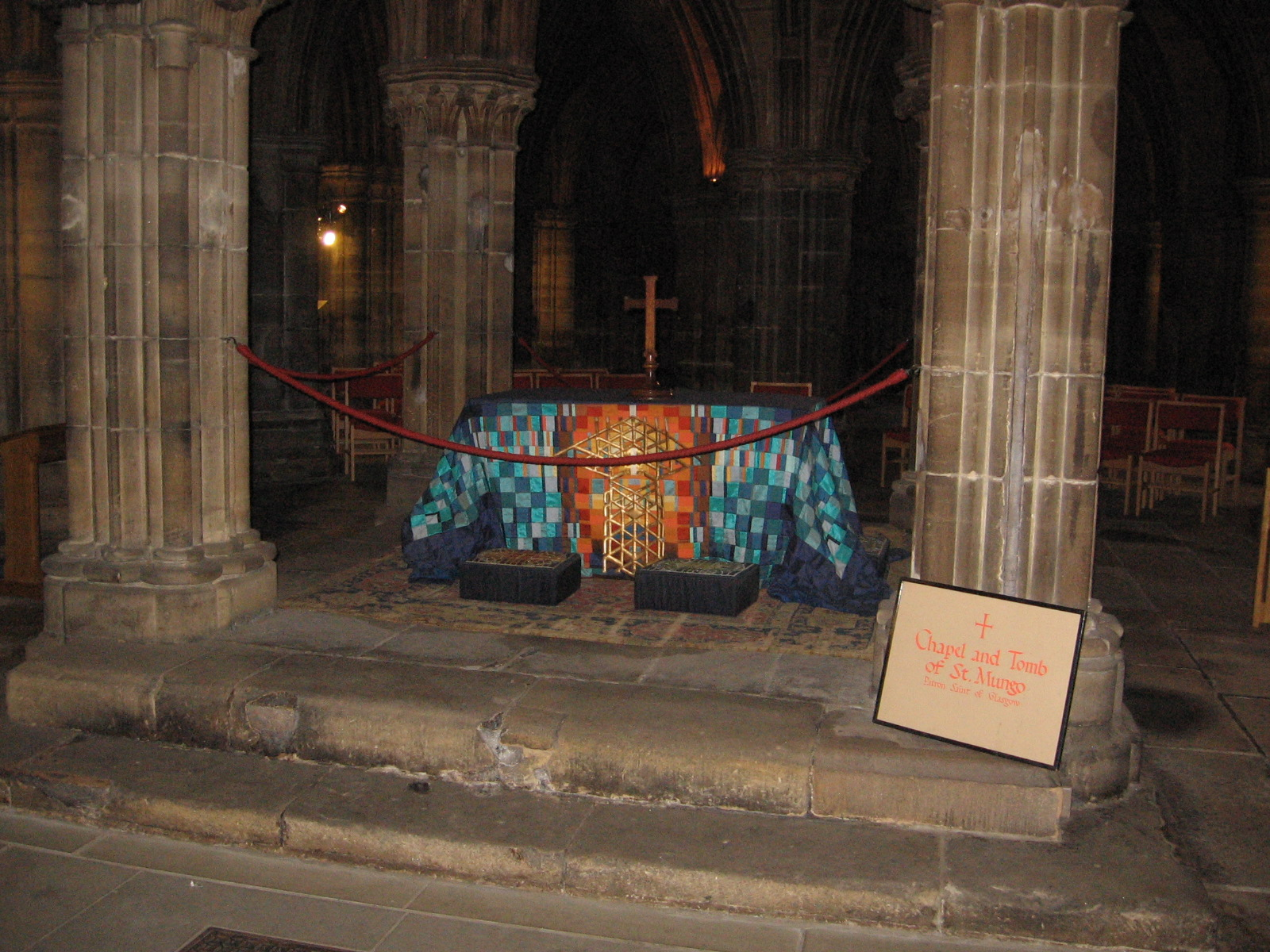
مصلى وقبر القديس مونجو في الكنيسة السفلى

### التاريخ المبكر
يرتبط تاريخ كاتدرائية غلاسكو ارتباطًا وثيقًا بتاريخ المدينة. يقال إن القديس مونغو قد أحضر جثة رجل مقدس، فيرغوس، لدفنه في موقع يسمى كاثورس (الذي أصبح يعرف باسم غلاسكو) في القرن السادس. يشتهر القديس نينيان بتخصيصه لمقبرة هناك على الضفة الغربية Molendinar Burn في القرن الخامس (قد يشير ممر Blacader في الكاتدرائية إلى هذا الموقع).
بِنَى مونغو زنزانة رهبانية في المقبرة، ودُفن في كنيسته هناك عام 614. كان ضريحه في كنيسة غلاسكو السفلى مكانًا مهمًا للحج في حِقْبَة العصور الوسطى. لا يُعرف الكثير عن طريقة القديمة لبناء الكنائس، باستثناء أنها تم إنشاؤه من الخشب وحاجز خشبي مشبك (حائط).
تم بناء أول كاتدرائية حجرية على أرض مرتفعة فوق الضفة الغربية شديدة الانحدار Molendinar Burn. بدأ بقرار ديفيد الأول بتأسيس (أو إعادة تأسيس) أسقفية في غلاسكو، تم تكريس الكاتدرائية الجديدة عام 1136 بحضور ديفيد ومحكمته في أثناء أسقفية جون كابيلانوس. شيدت الكاتدرائية فوق مكان دفن القديس مونغو - وهو موقع مقدس قد يفسر موقع التلال غير المعتاد - وارتفعت الكاتدرائية ببطء، ليس دون انقطاع وإعادة صياغة، على مدار حوالي 150 عامًا. كشفت الحفريات في كاتدرائية غلاسكو بين عامي 1988 و 1997 عن شظايا معمارية لهذه الكاتدرائية الحجرية الأولى تحت أرضية الكاتدرائية الحالية. تقع الواجهة الغربية للكاتدرائية من عام 1136 عند الرصيف الثالث للصحن الحالي، وتشمل نهايتها الشرقية منطقة قبر القديس مونغو. بعد هزيمة سومرليد عام 1164 في معركة رينفرو، تم إحضار رأس سومرليد إلى الكاتدرائية. في عام 1175، اعترف البابا ألكسندر الثالث بأن غلاسكو «ابنة خاصة» لروما، وحرر الأسقفية من سيادة رئيس أساقفة يورك. في نفس الوقت تقريبًا، مُنح الأسقف جوشيلين ميثاقًا من قبل ويليام الأول لتأسيس غلاسكو كبرج من البارونات، ولكن بامتيازات برج ملكي. أرجع الملك ولادة ابنه الوحيد، ألكسندر، إلى شفاعة القديس مونغو.

### فترة العصور الوسطى

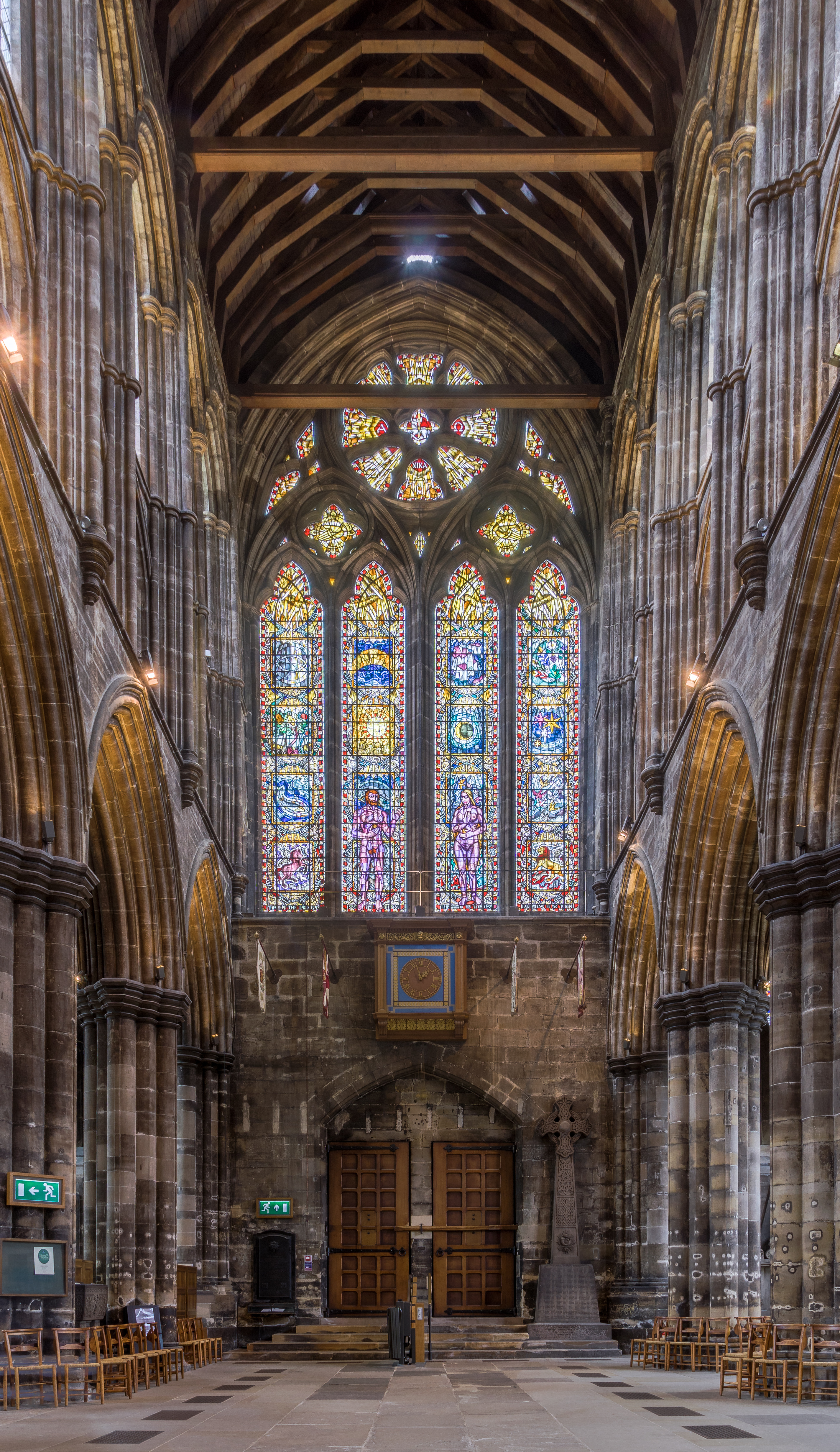
كاتدرائية صحن جلاسكو والنافذة الغربية العظمى "الخلق" (1958) بقلم فرانسيس سبير

دمرت أو تضررت بشدة بالنيران، خلفت الكاتدرائية الأولى الكاتدرائية الحالية، التي تم تكريسها في عام 1197. بين عامي 1207 و 1232، شرع المِطْرَان والتر كابيلانوس في برنامَج بناء شهد اكتمال الجوقة والكنيسة السفلى، وقدم الأساس لتخطيط المدفن والصحن كما تم بناؤه في النهاية. من 1233 إلى 1258، واصل خليفة والتر الأسقف ويليام دي بوندينغتون إعادة البناء، والتي تضمنت ذراعًا شرقيًا جديدًا أطول لتوفير ضريح لللقديس مونغو على المستوى الرئيسي، وإضافة ثلاث إسقاطات (بيت الفصل، الخزانة/الخزينة، الذي أصبح فيما بعد Blacader Aisle). استمرت أعمال البناء في معظم القرن الثالث عشر، بما في ذلك البرج المركزي، وبرج الجرس في الركن الشمالي الغربي من صحن الكنيسة (تمت إضافة برج جنوبي غربي في القرن الرابع عشر). زار إدوارد الأول ملك إنجلترا الكاتدرائية في أغسطس 1301 خلال الحرب الأولى للاستقلال الإسكتلندي، وقدم قرابين على مدى أربع أيام في المذبح العالي وقبر القديس مونغو. بعد مقتل جون كومين في جريفريارس، دومفريز في فبراير 1306، سارع روبرت بروس إلى غلاسكو حيث التقى بروبرت ويشارت، أسقف غلاسكو «المحارب»، الذي ارتكبت جريمة القتل في أسقفيته. منح ويشارت الإعفاء من Bruce وحث رجال الدين في جميع أنحاء الأرض على التجمع معه، قبل مرافقة روبرت إلى Scone حيث توج باسم روبرت الأول. استخدم ويشارت الأخشاب التي قدمها له الإنجليز لإصلاح برج الجرس في كاتدرائية غلاسكو لصنع آلات الحصار، وفرضت حصارًا على قلعة Kirkintilloch التي يسيطر عليها الإنجليز، قبل العبور إلى فايف حيث تولى مسؤولية الهجوم على قلعة Cupar. بعد وفاته في عام 1316، تم دفن جثة ويشارت في الطرف الشرقي للكنيسة السفلى في الكاتدرائية. القبر غير منقوش وتم تشويه رأس الشاخصة في وقت ما، ربما في أثناء الإصلاح.
في عام 1406، تسببت صاعقة في أضرار جسيمة، بما في ذلك برج الكنيسة الخشبي. أعاد الأساقفة ويليام دي لودر (1408-25) وجون كاميرون (1426-46) وويليام تورنبول (1447-54) بناء البرج المركزي والمبنى والفصل. كان الأسقف تورنبول مسؤولاً بشكل أساسي عن تأسيس جامعة غلاسكو. دفع تورنبول جيمس الثاني (الذي كان كنسي (كاهن) الكاتدرائية) إلى الكتابة إلى البابا نيكولاس الخامس لطلب إنشاء جامعة في غلاسكو. رد البابا بمرسوم بابوي صدر في 7 يناير 1451، والذي أقام مدرسة عامة جديدة في غلاسكو لتدريس "اللاهوت والقانون الكنسي والقانون المدني، وكذلك الفنون وأي كُلْيَة قانونية أخرى". كان على أساقفة غلاسكو أن يخدموا كمستشارين لجامعة غلاسكو الجديدة، التي عقدت فصولها الأولى داخل دار الفصل بكاتدرائية غلاسكو، قبل الانتقال إلى أصول التربية أو (أولد بيداغوجي)"في روتنرو.
بحلول القرن الخامس عشر، كانت الكاتدرائية قائمة داخل منطقة واسعة مسورة تُعرف باسم تشانونري، وتحتوي على قلعة الأسقف، وقصر ما قبل الكاتدرائية،  منازل جوقة القساوسة، مستشفى القديس نيكولاس (تأسست عام 1450)، والمقابر. تم إزالة الكثير في أعقاب الإصلاح الإسكتلندي في عام 1560، والمبنى الوحيد الباقي حتى اليوم هو مبنى Provand's Lordship الذي يعود إلى أواخر القرن الخامس عشر، على الجانب الغربي من شارع Castle Street. في عام 1492، رفع البابا إنوسنت الثامن غلاسكو إلى رتبة رئيس أساقفة. صدق جيمس الرابع (الذي كان كنيس الكاتدرائية) على معاهدة السلام الدائم مع إنجلترا في المذبح العالي في 10 ديسمبر 1502. لعبت الكاتدرائية والقلعة المجاورة دورًا في معارك غلاسكو عامي 1544 و1560.

### إعادة تشكيل
شهد الإصلاح الإسكتلندي فِرَار رئيس الأساقفة جيمس بيتون إلى فرنسا، آخذًا معه سجلات الأسقفية، وتم تطهير كاتدرائية غلاسكو من أثاثها الكاثوليكي مثل المذابح والمنحوتات، ويبدو أن السطح قد جرد من القيادة. تقرر الاحتفاظ بالمبنى للعبادة البروتستانتية، وفي عام 1562 أصبح ديفيد ويميس، الذي كان وزيرًا لراثو، أول وزير بروتستانتي لكاتدرائية غلاسكو. عانت بنية الكاتدرائية من التخريب والنهب، وبحلول عام 1574 كان في حالة سيئة بما يكفي لجذب انتباه مجلس مدينة غلاسكو :
"the greit dekaye and ruyne that the hie kirk of Glasgow is cum to, throuch taking awaye of the leid, sciait and wther grayth thairof in this trublus tyme bygane sua that sick arte greit monument will alluterlie fall doun and dekey without it be remidit".
كانت الحالة شديدة الْخَطَر بما يكفي لتشجيع مجلس المدينة على رفع ضريبة قدرها 200 جنيه استرليني لإصلاح الكاتدرائية في نفس العام، لكن عملية إصلاح الكاتدرائية وتعديلها للعبادة المشيخية استمرت لسنوات. تم تحطيم العديد من النوافذ، وفي عام 1578 تم إصلاح مقدمة سقف الكاتدرائية، وفي عام 1579 دافع أعضاء Glasgow Trades House عن الكاتدرائية ضد المزيد من النهب، مما مكنها من النجاة للإصلاح دون أذى نسبيًا. في 22 أبريل 1581، منح جيمس السادس الدخل من عدد من الأراضي إلى مدينة غلاسكو من أجل صيانة الكاتدرائية. في يوليو 1584، تم سحب القس ويميس من منبر الكاتدرائية من قبل أعضاء مجلس المدينة وأنصار الأسقفية الآخرين، لإفساح المجال لروبرت مونتغمري، الذي عينه دوق لينوكس في منصب «تولشان» رئيس أساقفة غلاسكو. في عام 1635، تم نقل الكورال لقسم على المنبر في الكنيسة العليا أو، كما أصبح يُطلق عليها، الكنيسة العليا الداخلية. جاءت الكاتدرائية أخيرًا لتضم ثلاث أماكن للتعبد: بالإضافة إلى الكنيسة الداخلية ضمنت الكنيسة العليا الخارجية (التي بدأ رعاياها العبادة في صحن الكنيسة في عام 1587) في نهاية المطاف مساحة معمارية مميزة بنُيِت في عام 1647 عندما أقيم جدار حجري في الطرف الشرقي من صحن الكنيسة، والكنيسة البارونية بَدَأت العبادة في الجزء السفلي للكنيسة عندما تم إنشاء المصلى في عام 1595.
بعد توقيع العهد الوطني، اجتمعت الجمعية العامة لكنيسة إسكتلندا في الكاتدرائية في نوفمبر 1638. هيمن المعاهدون على الجمعية، وألغت جميع أعمال وأحكام الجمعيات العامة التي عقدت بين عامي 1606 و 1618 لأنها كانت تحت سيطرة الملك والأساقفة، وألغت الأسقفية في كنيسة إسكتلندا وأكدت على حق الجمعية في الاجتماع سنويًا.

### القرن التاسع عشر
في عام 1798، توقفت الكنيسة البارونية عن استخدام الكنيسة السفلى للعبادة، وتحول القبو بِرُمَّته إلى مكان للدفن. تضمن ذلك إدخال حوالي متر واحد من الأرض فوق الأرض وإقامة حواجز لتمييز الأدراج.
في ثلاثينيات القرن التاسع عشر، كان هناك تقدير متزايد للأهمية المعمارية للمبنى مما أدى إلى تنفيذ الرُّسُوم المعمارية التفصيلية ونشر مقترحات أعمال الترميم. بحلول عام 1835، غادر كل من المرتفعات الخارجية والباروني كيرك المبنى، ولم يتبق سوى جماعة واحدة تستخدم الجوقة. في عام 1843، تمت إزالة القبور والأرض من الكنيسة السفلى، وكجزء من عمليات الترميم في القبو ومنزل الفصل، تمت استعادة المستويات الأصلية للطوابق وفتح النوافذ. شهدت أربعينيات القرن التاسع عشر أيضًا هدم البرجين اللذين يحيطان بالجبهة الغربية، حيث تم اعتبارهما غير متماثلين للغاية. تم هدم البرج الجنوبي الغربي، أو منزل كونسيري، في عام 1846، وتم هدم البرج الشمالي الغربي، الذي كان يبلغ ارتفاعه 120 قدمًا (36 مترًا) ويحتوي على جرس، في عام 1848. منع نقص الأموال بناء بدائلها «المتوازنة»، وتم تشكيل ممرات الصحن الحالية بدلاً من ذلك، تحت إشراف إدوارد بلور. في عام 1852 تمت إزالة صالات العرض في Inner High Kirk، وفي عام 1857 انتقل مبنى الكاتدرائية إلى رعاية الدولة. شهدت ستينيات القرن التاسع عشر استبدال نوافذ الصحن والجوقة بالزجاج الملون من قبل مؤسسة الزجاج الملون البافارية الملكية في ميونخ. كان هذا المخطط أحد أكبر اللجان الفنية العامة في العصر الفيكتوري. في عام 1879، تم تركيب الأورغن، الذي بناه هنري ويليس، في ثلاثية الجوقة، وهي الأولى في الكاتدرائية منذ الإصلاح.
في عام 1849 قامت الملكة فيكتوريا والأمير ألبرت بزيارة رسمية للكاتدرائية.

### القرن العشرين حتى الوقت الحاضر
بين عامي 1909 و 1912، تم استبدال الأسطح الخشبية التي تعود للقرون الوسطى فوق الجوقة وصحن الكنيسة (التي تبين أنها غير آمنة) بأسقف جديدة من خشب البلوط، تحت إشراف ويليام توماس أولدريف، المهندس المعماري لإسكتلندا داخل مكتب الأشغال. تم تقليل وزن السقف عن طريق استبدال صفائح النحاس بالرصاص والأردواز، والسقف النحاسي الأخضر المميز على السطح الخارجي للصحن والجوقة يعود لذلك الوقت.
بحلول عام 1938، تلاشت ألوان «زجاج ميونخ» وتلف الجزء الأمامي من النوافذ وكان هناك حاجة إلى الاستبدال. قررت جمعية أصدقاء كاتدرائية غلاسكو أنه ينبغي استبدالها بأعمال أفضل للفنانين المعاصرين.
كشفت الملكة إليزابيث الملكة الأم عن نافذة في عام 1954 تخليدا لذكرى قتلى الأقسام الإسكتلندية الأربعة في الحرب العالمية الأولى والحرب العالمية الثانية.
في عام 1971 أقيمت مراسم تذكارية في كاتدرائية غلاسكو في أعقاب كارثة ملعب إيبروكس التي أودت بحياة 66 من مشجعي كرة القدم.
أقيمت جَنازة الوزير الأول دونالد ديوار في الكاتدرائية في أكتوبر عام 2000.

حضرت إليزابيث الثانية قداس الشكر في كاتدرائية غلاسكو للاحتفال بيوبيلها الفضي في عام 1977 ويوبيلها الماسي في عام 2012.

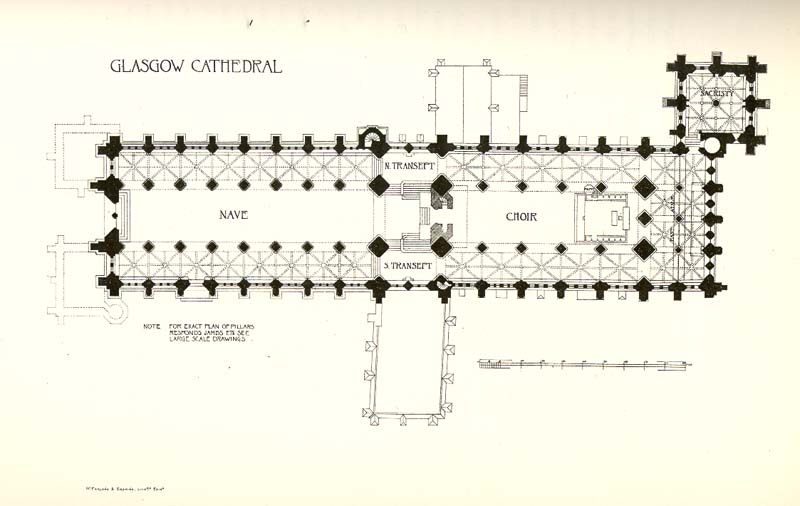
1898 مخطط كاتدرائية غلاسكو؛ رسم جورج اير تود
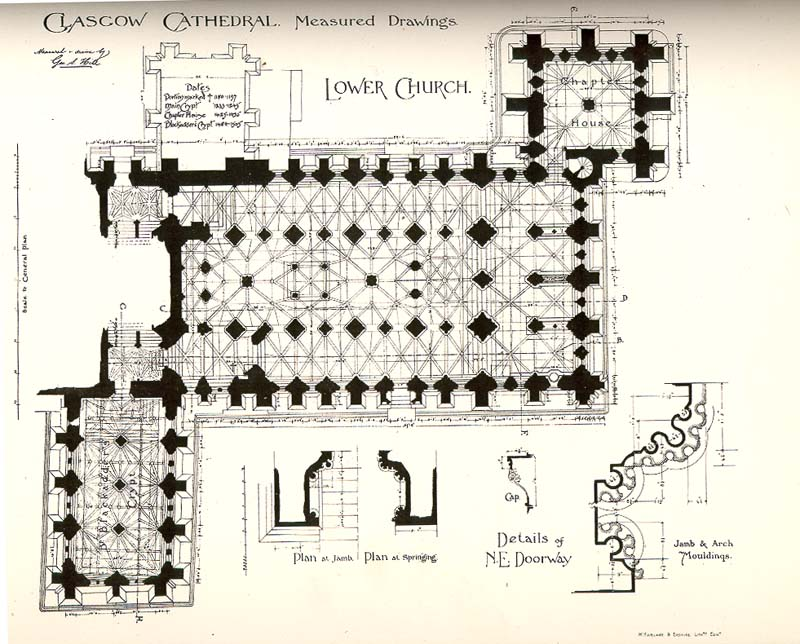
مخطط عام 1898 للكنيسة السفلى لكاتدرائية غلاسكو؛ رسم جورج اير تود
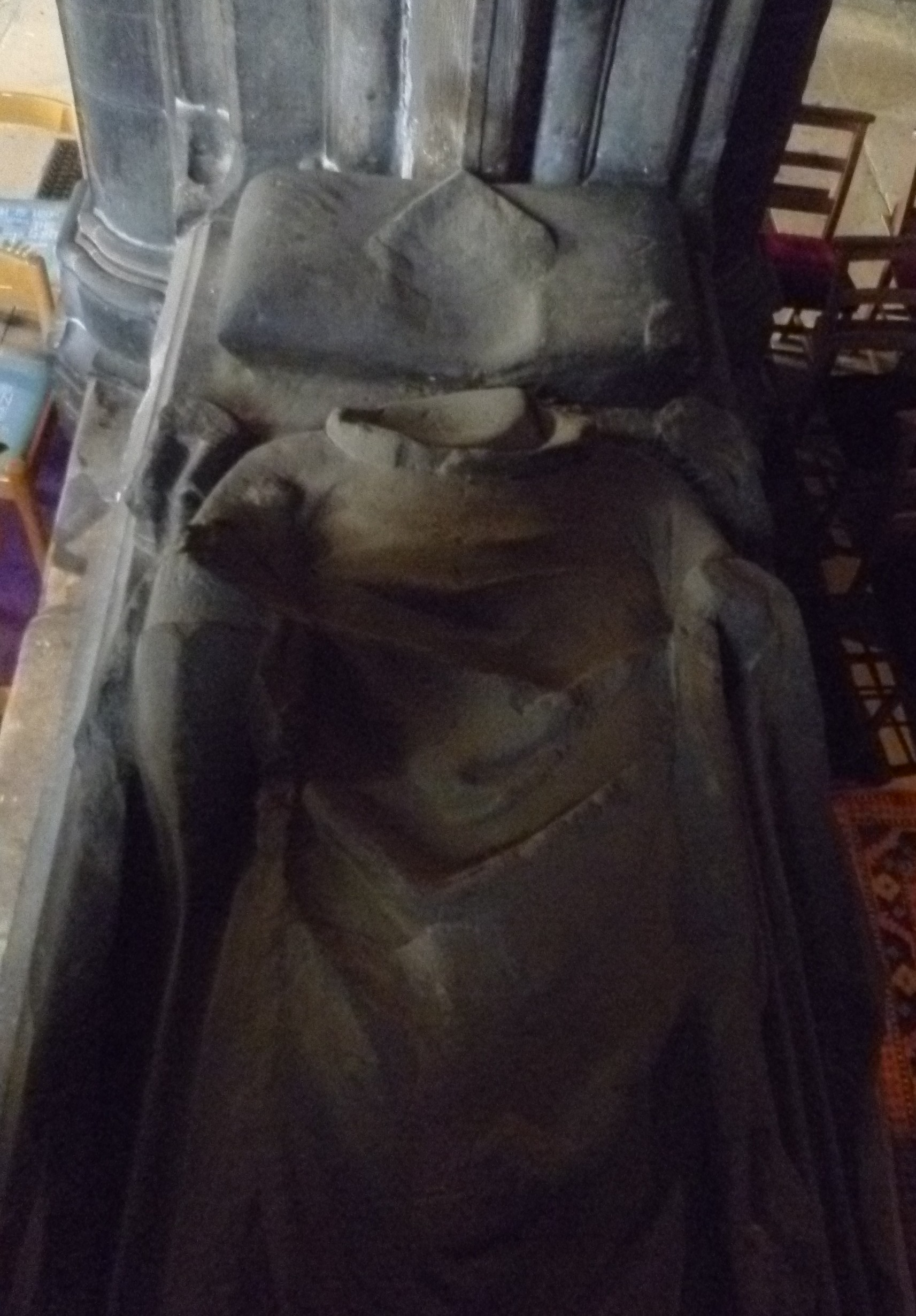
تمثال مشوه على قبر المطران روبرت ويشارت  [لغات أخرى]‏
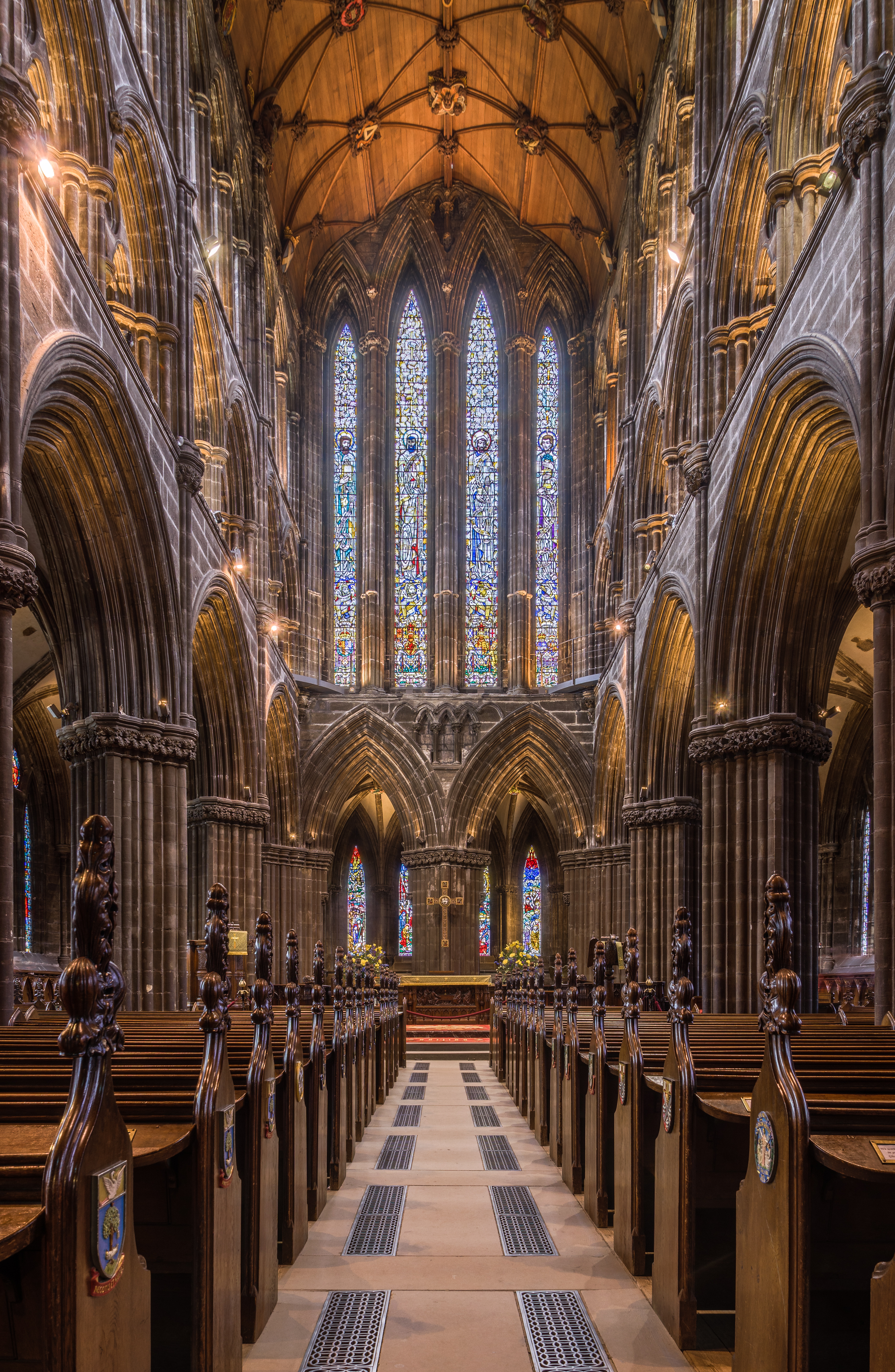
الكورال

## كاتدرائية وزراء غلاسكو
- ديفيد ويميس (1562-1615)
- روبرت سكوت (1616-1629)
- جون ماكسويل (1629-1639)
- إدوارد رايت (1641-1646)
- روبرت رامزي (1647-1651)
- جيمس دورهام (1651-1658)
- رالف رودجر (1659-1662)
- آرثر روز (1664-1675)
- ريتشارد واديل (1682-1684)
- أرشيبالد إنجليس (1685–1687)
- رالف رودجر (1687–1689)
- جيمس براون (1690-1714)
- جورج كامبل (1715-1748)
- جون هاميلتون (1749-1780)
- ويليام تيلور (1780–1823)
- دنكان ماكفارلان (1824–1857)
- جون روبرتسون (1858-1865)
- جورج ستيوارت بيرنز (1865-1896)
- بيرسون ماك آدم موير (1896–1915)
- جيمس ماكجيبون (1916-1922)
- لوكلان ماكلين وات (1923-1934)
- نيفيل ديفيدسون (1935-1967)
- وليام موريس (1967-2005)
- لورانس إيه بي ويتلي (2007-2017)
- مارك إي جونستون (2019 إلى الوقت الحاضر)

## جريت بيل
يقف الجرس العظيم للكاتدرائية الآن على أرضية الكاتدرائية كهدف مثير للاهتمام بدلاً من تعليقه في البرج. يقول النقش أنه صُنع في الأصل في هولندا عام 1583 على حساب ماركوس نوكس، تاجر غلاسكو. تم كسره 1n 1778 وإعادة صياغته في لندن عام 1790 بواسطة Thomas Mears.

## موسيقى
جوقة كاتدرائية غلاسكو هي فِرْقَة محترفة للبالغين، تغني في خدمتين عاديتين يوم الأحد كل أسبوع. المدير الحالي للموسيقى هو أندرو فوربس وعازف أرغن الكاتدرائية هو مالكولم سيم. تم تركيب أورغن الأبُ ويليس المكون من أربع أجزاء في عام 1879، وصيانته شركة هاريسون وهاريسون منذ أن أعادوا بناء الجهاز في عام 1996.

### مديري الموسيقى
- 1879 ألبرت ليستر بيس
- 1897 هربرت والتون
- 1929 آر إتش كليفورد سميث
- 1936 ويلفريد جي إيمري
- 1965 جون تورنر
- 2010 إيان سيمكوك
- 2012 ريتشارد برات
- 2014 أندرو فوربس

## مراسم الدفن

### كاتدرائية
- جون أندرسون، اللورد عميد غلاسكو (1667)
- جون أندرسون من دويل، اللورد عميد غلاسكو (4 مرات بين 1689 و 1705)
- جيمس لو، رئيس أساقفة غلاسكو (1615-1632)
- السير روبرت ستيوارت من مينتو، اللورد عميد غلاسكو (1526-1536)
- روبرت ويشارت، أسقف غلاسكو (1271-1316)

### مقبرة قديمة
- ماري هيل من جيربريد (1730-1809)، مالكة الأرض
- جورج هتشسون (حوالي 1558-1639)، محامٍ وتاجر، مؤسس مدرسة هتشسونز للقواعد
- Thomas Hutcheson (1590-1641)، محامٍ، مؤسس مدرسة Hutchesons 'Grammar School
- بيتر لوي (حوالي 1550-1610)، جراح
- تشارلز ماكنتوش (1766-1843)، كيميائي ومخترع
- بيتر مردوخ من روزهيل (1670-1761)، اللورد وكيل غلاسكو (1730-1732)

## المعرض

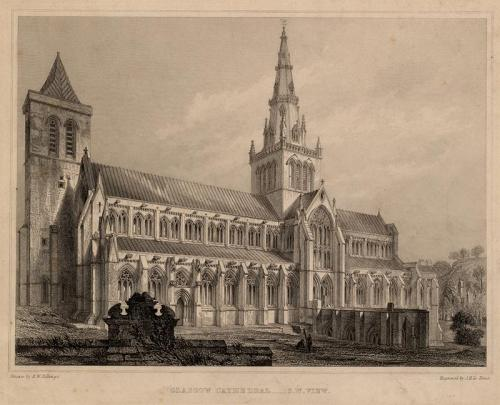
كاتدرائية غلاسكو، المنظر الجنوبي الغربي، نقش بواسطة جون هنري لو كيو  [لغات أخرى]‏، ١٨٤٧
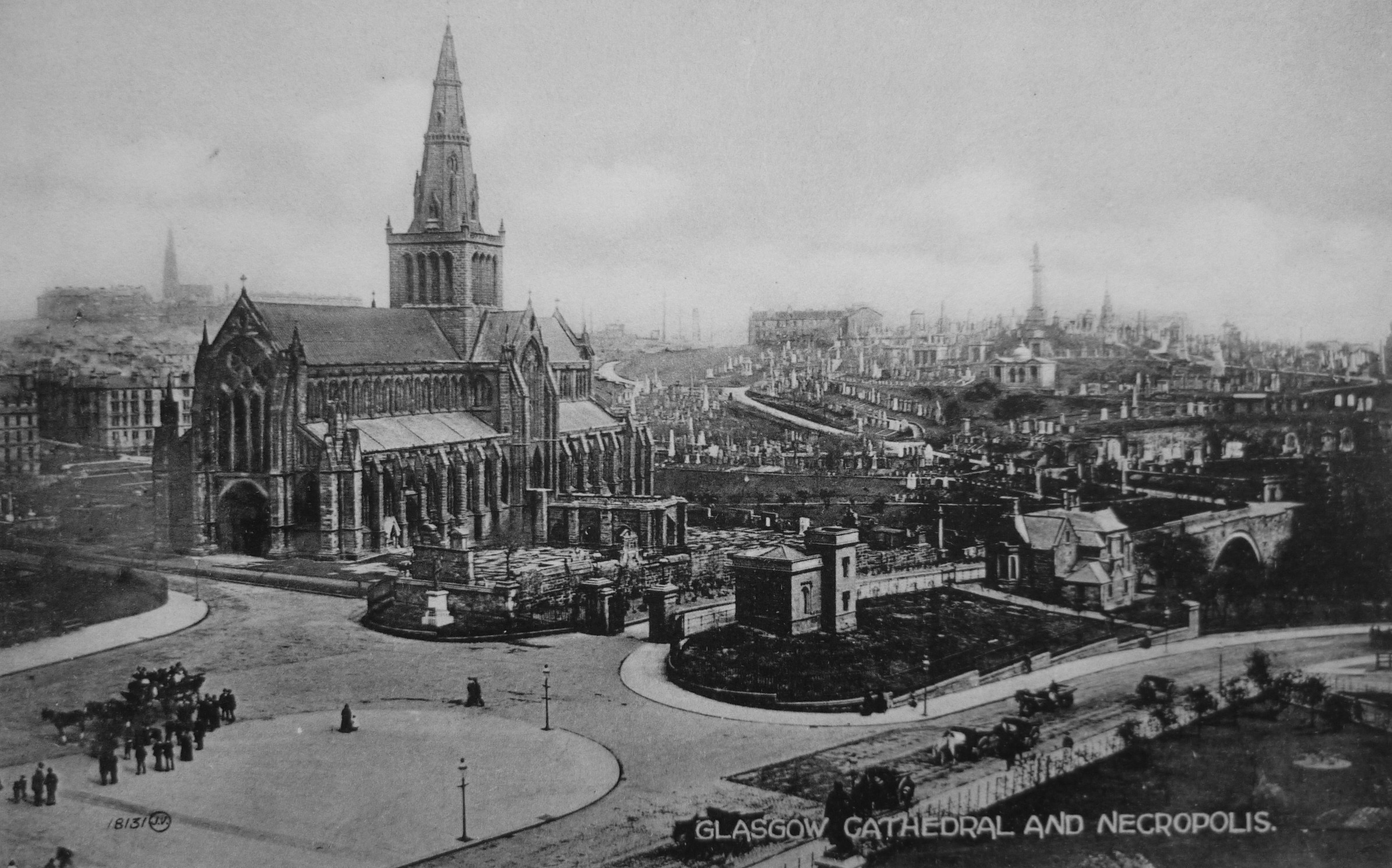
منظر قديم لبطاقة بريدية للكاتدرائية (1893)
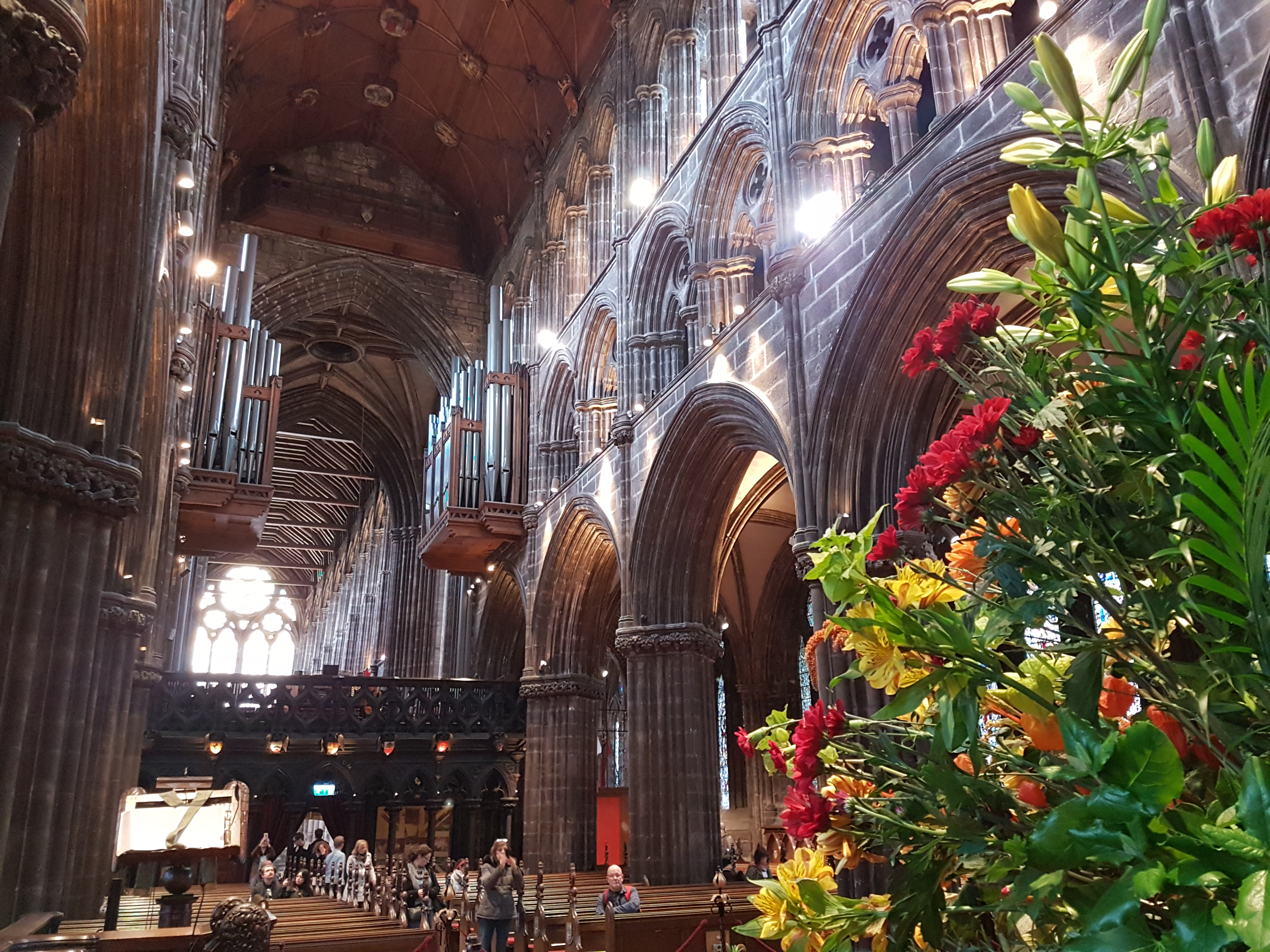
منظر الجوقة من المنبر
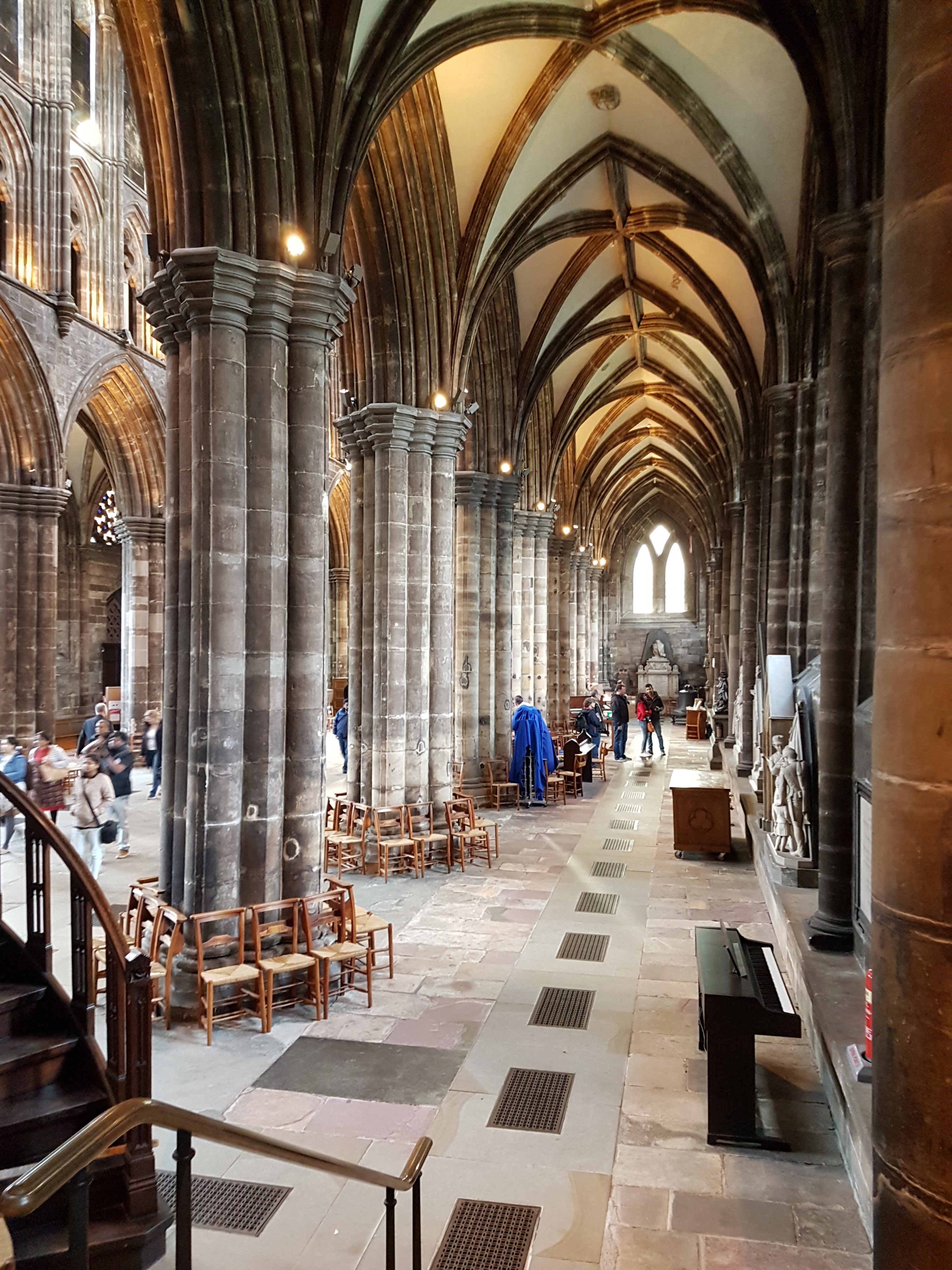
الممر الجنوبي للصحن

## ملحوظات
1. نظرًا لأن كنيسة إسكتلندا لا يحكمها الأساقفة، فلا يوجد بها كاتدرائيات بالمعنى الأسقفي للكلمة.
2. وفقًا لهارفي (1843)، تم الانتهاء من هذه المنازل السابقة في عام 1440 خلال أسقفية جون كاميرون. كان المتقدمون هم: Cadzow (عميد)؛ بيبلز (رئيس شمامسة غلاسكو)؛ Ancrum (رئيس شمامسة Teviotdale)؛ مونكلاند (نائب العميد)؛ Cambuslang (مستشار)؛ كارنوث (أمين الصندوق)؛ كيلبرايد (كانتور)؛ غلاسكو بريمو (نائب الأسقف)؛ غلاسكو سيكوندو (Succentor)؛ كامبسي (ساكريستان)؛ بروفان. درج السيارات. إرسكين. كاردروس. رينفرو. إيجلشام. غوفان. كيركماهوي. مانور. كالدر. لانارك. موفات. تاربولتون. قتل. دوغلاس. ديريسدير. إدلستون. ستوبو. أير. روكسبرغ. أشكيرك. لوس. هوك. على حد سواء بشكل جيد؛ سانكوهار. كامنوك. ستراثبلان. و Polmadie.

## روابط خارجية
- الموقع الرسمي لكاتدرائية غلاسكو
- قالب:Historic Environment Scotland
- منطقة كاتدرائية غلاسكو - تاريخ ورسومات أصلية لمنطقة الكاتدرائية.
- كاتدرائية غلاسكو نسخة محفوظة 9 مارس 2016 على موقع واي باك مشين. - من Virtual Scotland
- صور كاتدرائية غلاسكو

قالب:Church of Scotland cathedrals